# Sjota Tsjotsjisjvili
Sjota Tsjotsjisjvili (Georgisch: შოთა ჩოჩიშვილი) (Ghvlevi, Kareli, 10 juli 1950 - Gori, 27 augustus 2009) was een judoka uit de Sovjet-Unie. Tsjotsjisjvili verloor tijdens de Olympische Zomerspelen 1972 in de derde ronden van de Brits David Starbrook maar kwam via de herkansingen weer terecht in de finale en versloeg dit maal wel Starbrook. Vier jaar later tijdens de Olympische Zomerspelen 1976 won Tsottsjitsjvili de bronzen medaille in de open gewichtsklasse.

## Resultaten
- Olympische Zomerspelen 1972 in München  in het halfzwaargewicht
- Wereldkampioenschappen judo 1975 in Wenen  in de open gewichtsklasse
- Olympische Zomerspelen 1976 in Montreal  in het halfzwaargewicht

1972: Sjota Tsjotsjisjvili ·
1976: Kazuhiro Ninomiya ·
1980: Robert Van de Walle ·
1984: Ha Hyoung-zoo ·
1988: Aurélio Miguel ·
1992: Antal Kovács ·
1996: Paweł Nastula ·
2000: Kosei Inoue ·
2004: Ihor Makarov ·
2008: Tuvshinbayar Naidan · 
2012: Tagir Chajboelajev · 
2016: Lukáš Krpálek · 
2020: Aaron Wolf · 
2024: Zelym Kotsoiev